# Stölting Service Group
El Stölting Service Group (codi UCI: SSG), conegut anteriorment com a Raiko Argon, va ser un equip ciclista alemany, de ciclisme en ruta de categoria continental professional.
Creat el 2011, amb categoria continental, el 2016 es va fusionar amb l'equip del Cult Energy Pro Cycling. Amb aquesta unió l'equip va heretar la plaça continental professional que tenia l'equip danès, i també bona part dels seus ciclistes.
Va desaparèixer al final de 2016.

## Principals resultats
- Arno Wallaard Memorial: Arne Hassink (2011)
- Tour d'Alsàcia: Silvio Herklotz (2013)
- Kernen Omloop Echt-Susteren: Phil Bauhaus (2014)
- Małopolski Wyścig Górski: Maximilian Werda (2014)
- Skive-Løbet: Phil Bauhaus (2014)
- Gran Premi Palio del Recioto: Silvio Herklotz (2014)
- Volta a Düren: Silvio Herklotz (2015)
- Fyen Rundt: Mads Pedersen (2016)
- Gran Premi Horsens: Alexander Kamp (2016)

## Classificacions UCI
L'equip participa en les proves dels circuits continentals i principalment en les curses del calendari de l'UCI Europa Tour.
UCI Àfrica Tour
| Temporada | Classificació per equips | Millor ciclista en la classificació individual |
| --------- | ------------------------ | ---------------------------------------------- |
| 2011      | 18è                      | Abdelbasset Hannachi (128è)                    |

UCI Amèrica Tour
| Temporada | Classificació per equips | Millor ciclista en la classificació individual |
| --------- | ------------------------ | ---------------------------------------------- |
| 2014      | 34è                      | Frederik Dombrowski (326è)                     |
| 2015      | 38è                      | Lennard Kämna (172è)                           |

UCI Àsia Tour
| Temporada | Classificació per equips | Millor ciclista en la classificació individual |
| --------- | ------------------------ | ---------------------------------------------- |
| 2014      | 58è                      | Jan Dieteren (113è)                            |
| 2016      | 44è                      | Lennard Kämna (136è)                           |

UCI Europa Tour
| Temporada | Classificació per equips | Millor ciclista en la classificació individual |
| --------- | ------------------------ | ---------------------------------------------- |
| 2011      | 94è                      | Thomas Koep (444è)                             |
| 2012      | 86è                      | Jesper Asselman (387è)                         |
| 2013      | 42è                      | Silvio Herklotz (29è)                          |
| 2014      | 18è                      | Phil Bauhaus (26è)                             |
| 2015      | 58è                      | Silvio Herklotz (184è)                         |
| 2016      | 21è                      | Alex Kirsch (144è)                             |